# Laurent Aynès
Laurent Aynès (né le 18 novembre 1952) est un avocat, arbitre et professeur de droit privé français. Agrégé de droit privé (droit privé et sciences criminelles) en 1982, il enseigne depuis 1990 à l'université Panthéon-Sorbonne et à l’École des hautes études appliquées du droit (HEAD) depuis 2012.

## Biographie
Après une licence ès-lettres modernes à l'université de Reims, Laurent Aynès suit des études de droit à l'université Panthéon-Assas où il obtiendra un doctorat en 1981. Agrégé des facultés de droit en 1982, il enseigne successivement à l’université de Tours François-Rabelais de 1983 à 1986 et à l’université Paris Ouest Nanterre La Défense de 1986 à 1990 avant de rejoindre l'université Panthéon-Sorbonne.
Laurent Aynès a été membre de plusieurs commissions :
- Commission Catala (Avant-projet de réforme du droit des obligations et du droit de la prescription)  chargée du projet de réforme des dispositions du Code civil français portant  sur les contrats, les quasi-contrats, la responsabilité civile et la prescription). Il a abouti pour la prescription à la loi no 2008-561 du 17 juin 2008 portant réforme de la prescription en matière civile[3], qui réforme en profondeur la matière. La concrétisation du projet dans d'autres domaines n'a pour l'instant pas abouti.
- Commission Grimaldi[4] dont les travaux préparatoires ont été à l'origine de la réforme de droit des sûretés par l'ordonnance no 2006-346 du 23 mars 2006 relative aux sûretés[5].
- Commission Darrois[6], chargée de réfléchir à la réforme de la profession d’avocat avec, comme objectif, la création d’une grande profession du droit.

Le 16 mars 2013, il se prononce contre l'adoption de la loi ouvrant le mariage aux couples de même sexe en signant une pétition de 170 professeurs et maîtres de conférences en droit des universités françaises.
Laurent Aynès a rejoint le cabinet Darrois Villey Maillot Brochier en janvier 2014 en qualité d’associé.
Il est membre du Comité français de l'arbitrage et de l'International Arbitration Institute .

## Carrière professionnelle
- Président de la section de droit privé et de la commission des spécialistes de droit privé (depuis octobre 2007).
- Directeur de l’École doctorale de droit privé à l'université Paris 1 Panthéon-Sorbonne de septembre 2002 à décembre 2007.
- Cofondateur en 1993 et directeur du DEA de droit du patrimoine privé à l'université Paris 1 Panthéon-Sorbonne jusqu’en juin 2002.
- Professeur associé à l'université d'Oxford (oct. novembre 1996, janv. février 1998, novembre 1999).
- Professeur invité dans des universités étrangères en Turquie, en Lettonie, en Tunisie et au Japon.
- Membre du jury du concours d'agrégation de droit privé en 1990-1991 et 1992-1993.
- Directeur du conseil scientifique de Droit et patrimoine (depuis 2003).
- Codirecteur scientifique du Lamy Droit des sûretés (depuis 2002).
- Membre du comité scientifique de la Revue des contrats – LGDJ (depuis 2003) du Répertoire Defrénois (2007).
- Membre du groupe de travail sur la réforme du droit des contrats (groupe François Terré).
- Professeur de droit des contrats à l'école HEAD (depuis 2012).

## Autres activités
Laurent Aynès est notamment membre des groupes suivants :
- Centre français de droit comparé.
- Comité français de l’arbitrage.
- Société de législation comparée.
- Association française d'arbitrage[10].
- International Arbitration Institute[11].
- Membre du conseil d’administration de l’Association Henri Capitant[12].

Le 16 mars 2013, il se prononce contre l'adoption de la loi ouvrant le mariage aux couples de même sexe en signant une pétition de 170 professeurs et maîtres de conférences en droit des universités françaises.